# Intarzija
Intarzija je okrasni vložek v lesu, zlasti iz drugobarvnega lesa . Podobna tehnika je inkrustacija - okrasni vložek iz kamna, biserovine, slonove kosti. Termin se uporablja za podobne tehnike, kjer se uporablja majhne, visoko polirane kamne v podobi marmorja.

## Zgodovina
Tehniko intarzije se je uporabljala za vstavke iz lesa (včasih s kontrastno slonovo kostjo ali biserovino) v trdni kamniti matrici tal, sten ali mize in drugega pohištva; nasprotno od intarzije je vzorec iz furnirja prilepljena na osnovo. Beseda intarzija izhaja iz latinske besede interserere, kar pomeni vstaviti. 
Ko je v sedmem stoletju prišel Egipt pod arabsko oblast, so se avtohtone umetnosti intarzije in vstavki iz lesa, ter sposojeni ne-reprezentačni dekorji in vzorci in polaganje ploščic, razširili po Magrebu.  Tehnika intarzije je že bila izpopolnjena v islamski Severni Afriki, preden je bila uvedena v krščanski Evropi na Siciliji in Andaluziji. Umetnost je bila nadalje razvita v Sieni in tedanji mojstri so jo uporabili v katedrali v Orvietu, kjer je bila figurativna intarzija prvič izdelana okoli leta 1330 in se je nadaljevala v 15. stoletju  ter v severni Italiji v petnajstem in šestnajstem stoletju. Širila se je v nemške centre, flamski mojstri so jo uvedli v London v kasnejšem šestnajstem stoletju. Najboljše primere intarzije lahko najdemo na omarah iz tega obdobja, ki so predstavljale veliko razkošje in prestiž.  Po približno letu 1620 se je intarzija pojavila tudi v urbanem pohištvu.

## Izdelava
Intarzija je tehnika obdelave lesa, ki uporablja različne oblike, velikosti in vrste lesa, da bi skupaj ustvarila mozaično sliko z iluzijo globine. Intarzija je ustvarjena z izbiro različnih vrst lesa, ki upošteva njihove naravne vzorce zrn in barvo (lahko vključuje uporabo madežev in barvil), za ustvarjanje razlik v vzorcu. Po izbiri posebnih vrst lesa, ki se bodo uporabljali v vzorcu, se vsak kos posebej nareže v ustrezne oblike in vstavi. Včasih vzorci ustvarjajo večjo ali manjšo globino. Ko so posamezni kosi popolni, se zložijo skupaj kot sestavljanka in prilepijo na leseno podlago, ki se včasih odreže v obliki bodoče slike. 
Marmorna intarzija (opere di commessi), imenovana tudi pietre dura in velja za poldrago kamenje kombinirane z barvnimi marmorji, je intarzija barvnih kamnov vstavljenih v beli ali črni marmor. Zgodnji primeri so iz Firenc iz sredine petnajstega stoletja in so dosegli vrhunec prefinjenosti in zapletenosti z nasipom v Medičejski kapeli, izdelane pod pokroviteljstvom Medičejcev v Opificio delle Pietre Dure, ki jo je ustanovil Ferdinando I. de' Medici. Kasnejši kompleksni modeli in izpopolnitev tehnike se je razvila v Neaplju ob začetku 17. stoletja. Tla bazilike svetega Petra v Rimu so še posebej opazen primer marmorne intarzije. Kasneje je ta oblika dekoracije postala značilnost baročne notranje opreme, še posebej v sicilijanskem baroku po potresu leta 1693.

## Pojmi
- Marketerija je intarziranje pohištva ali lesenih delov z lesom, biserno matico, slonovino, želvovino ali kovino.
- Tavširanje je vlaganje kovine v kovino.
- Damasciranje (po Damasku) je tavširanje orožja; vzorec se imenuje damast.
- Niello je kovinska gravura izpolnjena s stopljenim žveplovim srebrom, bakrom ali svincem.

Vir: Koch, Umetnost stavbarstva, MK 1999, ISBN 86.11-14124-5